# UCI World Tour 2011
De UCI World Tour 2011 is de eerste editie van de UCI World Tour, opvolger van de UCI ProTour. Ook de wedstrijden van de voormalige Historische kalender worden er in opgenomen. Nieuw is de Ronde van Peking. Er zijn 18 ploegen opgenomen in deze wielercompetitie van de UCI. Deze ploegen hebben het recht, maar ook de plicht deel te nemen aan alle wedstrijden, behalve het WK, aangezien de renners hier in landenteams rijden. Het deelnemersveld in de overige wedstrijden wordt aangevuld met wildcards.

## Ploegen
Op 2 november 2010 werden de eerste ploegen bekendgemaakt die mochten deelnemen aan de World Tour, op 22 november gaf de UCI de gehele lijst vrij. Ten opzichte van de UCI ProTour 2010 was de lijst van deelnemende ploegen op drie plekken gewijzigd. Team Milram verdween uit het peloton, Française des Jeux werd een ProContinental-team en Footon-opvolger Geox-TMC greep net naast een WorldTour-licentie. De drie ploegen werden vervangen door Vacansoleil-DCM, BMC Racing Team en Team Leopard-Trek (toen nog onder de naam Pro Team Luxembourg).
Met de toelating van Vacansoleil-DCM zijn er twee Nederlandse ploegen vertegenwoordigd in de World Tour. België heeft met Quick Step en Omega Pharma-Lotto ook twee ploegen in de hoogste divisie.
De ploegen die deelnemen zijn:
| 18 UCI World Tour-ploegen | 18 UCI World Tour-ploegen | 18 UCI World Tour-ploegen |
| ------------------------- | ------------------------- | ------------------------- |
| AG2R-La Mondiale          | Team Katjoesja            | Quick Step                |
| Pro Team Astana           | Lampre-ISD                | Rabobank                  |
| BMC Racing Team           | Team Leopard-Trek         | Team RadioShack           |
| Euskaltel-Euskadi         | Liquigas-Cannondale       | Saxo Bank-Sungard         |
| Team Garmin-Cervélo       | Team Movistar             | Sky ProCycling            |
| Team HTC-High Road        | Omega Pharma-Lotto        | Vacansoleil-DCM           |

## Wedstrijden
| Datum              | Koers                    | Winnaar              | Winnaar             | Klassementsleider tussenstand UCI-ranking | Klassementsleider tussenstand UCI-ranking |
| ------------------ | ------------------------ | -------------------- | ------------------- | ----------------------------------------- | ----------------------------------------- |
| 18-23 januari      | Tour Down Under          | Cameron Meyer        | Team Garmin-Cervélo | Cameron Meyer                             | Team Garmin-Cervélo                       |
| 6-13 maart         | Parijs-Nice              | Tony Martin          | Team HTC-High Road  | Tony Martin                               | Team HTC-High Road                        |
| 9-15 maart         | Tirreno-Adriatico        | Cadel Evans          | BMC Racing Team     | Cadel Evans                               | BMC Racing Team                           |
| 19 maart           | Milaan-San Remo          | Matthew Goss         | Team HTC-High Road  | Matthew Goss                              | Team HTC-High Road                        |
| 21-27 maart        | Ronde van Catalonië      | Michele Scarponi     | Lampre-ISD          | Matthew Goss                              | Team HTC-High Road                        |
| 27 maart           | Gent-Wevelgem            | Tom Boonen           | Quick Step          | Matthew Goss                              | Team HTC-High Road                        |
| 3 april            | Ronde van Vlaanderen     | Nick Nuyens          | Saxo Bank-Sungard   | Matthew Goss                              | Team HTC-High Road                        |
| 4-9 april          | Ronde van het Baskenland | Andreas Klöden       | Team RadioShack     | Matthew Goss                              | Team HTC-High Road                        |
| 10 april           | Parijs-Roubaix           | Johan Vansummeren    | Team Garmin-Cervélo | Fabian Cancellara                         | Team Leopard-Trek                         |
| 17 april           | Amstel Gold Race         | Philippe Gilbert     | Omega Pharma-Lotto  | Fabian Cancellara                         | Team Leopard-Trek                         |
| 20 april           | Waalse Pijl              | Philippe Gilbert     | Omega Pharma-Lotto  | Philippe Gilbert                          | Omega Pharma-Lotto                        |
| 24 april           | Luik-Bastenaken-Luik     | Philippe Gilbert     | Omega Pharma-Lotto  | Philippe Gilbert                          | Omega Pharma-Lotto                        |
| 26 april-1 mei     | Ronde van Romandië       | Cadel Evans          | BMC Racing Team     | Philippe Gilbert                          | Omega Pharma-Lotto                        |
| 7-29 mei           | Ronde van Italië         | Michele Scarponi     | Lampre-ISD          | Philippe Gilbert                          | Omega Pharma-Lotto                        |
| 5-12 juni          | Critérium du Dauphiné    | Bradley Wiggins      | Sky ProCycling      | Philippe Gilbert                          | Omega Pharma-Lotto                        |
| 11-19 juni         | Ronde van Zwitserland    | Levi Leipheimer      | Team RadioShack     | Philippe Gilbert                          | Omega Pharma-Lotto                        |
| 2-24 juli          | Ronde van Frankrijk      | Cadel Evans          | BMC Racing Team     | Cadel Evans                               | BMC Racing Team                           |
| 30 juli            | Clásica San Sebastián    | Philippe Gilbert     | Omega Pharma-Lotto  | Cadel Evans                               | BMC Racing Team                           |
| 31 juli-6 augustus | Ronde van Polen          | Peter Sagan          | Liquigas-Cannondale | Cadel Evans                               | BMC Racing Team                           |
| 8-14 augustus      | / Eneco Tour             | Edvald Boasson Hagen | Sky ProCycling      | Cadel Evans                               | BMC Racing Team                           |
| 21 augustus        | Vattenfall Cyclassics    | Edvald Boasson Hagen | Sky ProCycling      | Cadel Evans                               | BMC Racing Team                           |
| 28 augustus        | GP Ouest-France          | Grega Bole           | Lampre-ISD          | Cadel Evans                               | BMC Racing Team                           |
| 9 september        | Grote Prijs van Quebec   | Philippe Gilbert     | Omega Pharma-Lotto  | Philippe Gilbert                          | Omega Pharma-Lotto                        |
| 20 aug-11 sept     | Ronde van Spanje         | Juan José Cobo       | Geox-TMC            | Philippe Gilbert                          | Omega Pharma-Lotto                        |
| 11 september       | Grote Prijs van Montreal | Rui Costa            | Team Movistar       | Philippe Gilbert                          | Omega Pharma-Lotto                        |
| 5-9 oktober        | Ronde van Peking         | Tony Martin          | Team HTC-High Road  | Philippe Gilbert                          | Omega Pharma-Lotto                        |
| 15 oktober         | Ronde van Lombardije     | Oliver Zaugg         | Team Leopard-Trek   | Philippe Gilbert                          | Omega Pharma-Lotto                        |

## Puntenverdeling

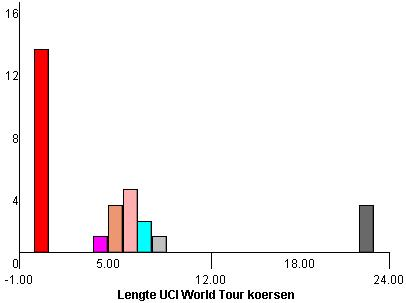
Op de drie grote rondes na duren alle meerdaagse wedstrijden ongeveer een week.

Eindklassementen
| Wedstrijd                          | 1   | 2   | 3   | 4   | 5   | 6  | 7  | 8  | 9  | 10 | 11 | 12 | 13 | 14 | 15 | 16 | 17 | 18 | 19 | 20 |
| ---------------------------------- | --- | --- | --- | --- | --- | -- | -- | -- | -- | -- | -- | -- | -- | -- | -- | -- | -- | -- | -- | -- |
| Vijf monumenten                    | 100 | 80  | 70  | 60  | 50  | 40 | 30 | 20 | 10 | 4  | -  | -  | -  | -  | -  | -  | -  | -  | -  | -  |
| Overige klassiekers                | 80  | 60  | 50  | 40  | 30  | 22 | 14 | 10 | 6  | 2  | -  | -  | -  | -  | -  | -  | -  | -  | -  | -  |
| Ronde van Frankrijk                | 200 | 150 | 120 | 110 | 100 | 90 | 80 | 70 | 60 | 50 | 40 | 30 | 24 | 20 | 16 | 12 | 10 | 8  | 6  | 4  |
| Ronde van Italië, Ronde van Spanje | 170 | 130 | 100 | 90  | 80  | 70 | 60 | 52 | 44 | 38 | 32 | 26 | 22 | 18 | 14 | 10 | 8  | 6  | 4  | 2  |
| Overige rittenkoersen              | 100 | 80  | 70  | 60  | 50  | 40 | 30 | 20 | 10 | 4  | -  | -  | -  | -  | -  | -  | -  | -  | -  | -  |

Etappes
| Wedstrijd                          | 1  | 2  | 3 | 4 | 5 |
| ---------------------------------- | -- | -- | - | - | - |
| Ronde van Frankrijk                | 20 | 10 | 6 | 4 | 2 |
| Ronde van Italië, Ronde van Spanje | 16 | 8  | 4 | 2 | 1 |
| Overige rittenkoersen              | 6  | 4  | 2 | 1 | 1 |

## Eindklassement

### Individueel
Door de schorsing wegens doping van Alberto Contador vervallen al zijn behaalde punten in 2011 en verdwijnt hij uit de ranking.
| #  | Naam              | Ploeg               | Punten |
| -- | ----------------- | ------------------- | ------ |
| 1  | Philippe Gilbert  | Omega Pharma-Lotto  | 718    |
| 2  | Cadel Evans       | BMC Racing Team     | 584    |
| 3  | Joaquím Rodríguez | Katjoesja           | 446    |
| 4  | Michele Scarponi  | Lampre-ISD          | 419    |
| 5  | Tony Martin       | Team HTC-High Road  | 349    |
| 6  | Samuel Sánchez    | Euskaltel-Euskadi   | 317    |
| 7  | Vincenzo Nibali   | Liquigas-Cannondale | 310    |
| 8  | Daniel Martin     | Team Garmin-Cervélo | 296    |
| 9  | Bradley Wiggins   | Team Sky            | 289    |
| 10 | Fränk Schleck     | Team Leopard-Trek   | 284    |

### Ploegen
Het totaal per ploeg is de som van de individuele resultaten van de renners van die ploeg, met een maximum van 5 per ploeg.
Door de schorsing wegens doping van Alberto Contador werden de punten door hem behaald in 2011 voor Saxo Bank-Sungard geschrapt.
Daardoor wijzigt de eindrangschikking per ploeg. De ploeg valt terug van de 9e naar de 18e plaats.
| #  | Ploeg               | Nationaliteit       | Punten |
| -- | ------------------- | ------------------- | ------ |
| 1  | Omega Pharma-Lotto  | België              | 1101   |
| 2  | Sky ProCycling      | Verenigd Koninkrijk | 1069   |
| 3  | Team Leopard-Trek   | Luxemburg           | 1024   |
| 4  | Team HTC-High Road  | Verenigde Staten    | 892    |
| 5  | BMC Racing Team     | Verenigde Staten    | 887    |
| 6  | Lampre-ISD          | Italië              | 856    |
| 7  | Liquigas-Cannondale | Italië              | 837    |
| 8  | Team Garmin-Cervélo | Verenigde Staten    | 818    |
| 9  | Rabobank            | Nederland           | 687    |
| 10 | Team RadioShack     | Verenigde Staten    | 649    |

### Landen
Het totaal per land is de som van de individuele resultaten van de renners van dat land, met een maximum van 5 per land.
Door de schorsing wegens doping van Alberto Contador werden de punten door hem behaald in 2011 voor Spanje geschrapt.
Daardoor wijzigt de eindrangschikking per land. Spanje valt terug van de 1e naar de 4e plaats. Italië wordt eindwinnaar.
| #  | Land                | Punten |
| -- | ------------------- | ------ |
| 1  | Italië              | 1302   |
| 2  | België              | 1184   |
| 3  | Australië           | 1092   |
| 4  | Spanje              | 1076   |
| 5  | Verenigd Koninkrijk | 947    |
| 6  | Duitsland           | 798    |
| 7  | Nederland           | 707    |
| 8  | Verenigde Staten    | 571    |
| 9  | Luxemburg           | 536    |
| 10 | Zwitserland         | 470    |

## Wildcards
Naast de achttien ploegen die aan elke wedstrijd mogen (en moeten) meedoen kan elke organisator een aantal wildcards verdelen onder professionele continentale teams, bijvoorbeeld vanwege goede resultaten of omdat ze uit het betreffende land komen. Unitedhealthcare Pro Cycling was de enige ProContinental-formatie die geen enkele wildcard kreeg. De volgende ploegen zaten in 2011 bij de ProContinental-ploegen of kregen een eenmalige wildcard (UniSa, Reprezentacja Polska, Chinees Nationaal Team):
| Ploeg                        | TDU | P-N | T-A | MSR | CAT | G-W | VLA | BAS | P-R | AGR | WPL | LBL | ROM | ITA | DAU | ZWI | FRA | CSS | POL | ENE | SPA | VAT | OUE | QUE | MON | PEK | LOM | Totaal |
| ---------------------------- | --- | --- | --- | --- | --- | --- | --- | --- | --- | --- | --- | --- | --- | --- | --- | --- | --- | --- | --- | --- | --- | --- | --- | --- | --- | --- | --- | ------ |
| UniSA Australia              | Ja  |     |     |     |     |     |     |     |     |     |     |     |     |     |     |     |     |     |     |     |     |     |     |     |     |     |     | 1      |
| Landbouwkrediet              |     |     |     |     |     | Ja  | Ja  |     |     | Ja  | Ja  | Ja  |     |     |     |     |     |     |     |     |     |     |     |     |     |     |     | 5      |
| Topsport Vlaanderen-Mercator |     |     |     |     |     | Ja  | Ja  |     |     | Ja  | Ja  | Ja  |     |     |     |     |     |     |     | Ja  |     |     |     |     |     |     |     | 6      |
| Verandas Willems-Accent      |     |     |     |     |     | Ja  | Ja  |     |     | Ja  | Ja  | Ja  |     |     |     |     |     |     |     | Ja  |     |     |     |     |     |     |     | 6      |
| Team SpiderTech-C10          |     |     |     |     |     |     |     |     |     |     |     |     |     |     |     |     |     |     |     |     |     |     |     | Ja  | Ja  |     |     | 2      |
| Chinees nationaal team       |     |     |     |     |     |     |     |     |     |     |     |     |     |     |     |     |     |     |     |     |     |     |     |     |     | Ja  |     | 1      |
| Colombia es Pasión           |     |     |     |     | Ja  |     |     |     |     |     |     |     |     |     |     |     |     |     |     |     |     |     |     |     |     |     |     | 1      |
| Team NetApp                  |     |     |     |     |     |     |     |     | Ja  |     |     |     |     |     |     | Ja  |     |     |     |     |     | Ja  |     |     |     |     |     | 3      |
| Andalucía-Caja Granada       |     |     |     |     | Ja  |     |     |     |     |     |     |     |     |     |     |     |     | Ja  |     |     | Ja  |     |     |     |     |     |     | 3      |
| Caja Rural                   |     |     |     |     | Ja  |     |     | Ja  |     |     |     |     |     |     |     |     |     | Ja  |     |     |     |     |     |     |     |     |     | 3      |
| Geox-TMC                     |     |     |     | Ja  | Ja  |     |     | Ja  |     |     |     |     | Ja  | Ja  |     |     |     | Ja  |     |     | Ja  |     |     |     |     |     | Ja  | 8      |
| Bretagne-Schuller            |     | Ja  |     |     |     |     |     |     | Ja  |     |     |     |     |     |     |     |     |     |     |     |     |     | Ja  |     |     |     |     | 3      |
| Cofidis                      |     | Ja  |     | Ja  | Ja  | Ja  | Ja  |     | Ja  | Ja  | Ja  | Ja  |     |     | Ja  |     | Ja  |     |     | Ja  | Ja  |     | Ja  | Ja  | Ja  |     |     | 16     |
| Française des Jeux           |     | Ja  |     | Ja  |     | Ja  | Ja  |     | Ja  |     | Ja  | Ja  |     |     | Ja  |     | Ja  |     |     |     |     |     | Ja  | Ja  | Ja  |     | Ja  | 13     |
| Saur-Sojasun                 |     |     |     |     |     |     |     |     | Ja  |     | Ja  | Ja  |     |     | Ja  |     | Ja  |     |     |     |     |     | Ja  |     |     |     |     | 6      |
| Team Europcar                |     | Ja  |     |     |     | Ja  | Ja  |     | Ja  |     |     |     | Ja  |     | Ja  |     | Ja  |     |     |     |     |     | Ja  | Ja  | Ja  |     | Ja  | 11     |
| Farnese Vini-Neri Sottoli    |     |     | Ja  | Ja  |     |     |     |     |     | Ja  |     |     |     | Ja  |     |     |     |     |     |     |     |     |     |     |     |     | Ja  | 5      |
| Colnago-CSF Inox             |     |     |     | Ja  |     |     |     |     |     |     |     |     |     | Ja  |     |     |     |     |     |     |     |     |     |     |     |     | Ja  | 3      |
| De Rosa-Ceramica Flaminia    |     |     |     |     |     |     |     |     |     |     |     |     |     |     |     |     |     |     | Ja  |     |     |     |     |     |     |     |     | 1      |
| Acqua & Sapone               |     |     | Ja  | Ja  |     |     |     |     |     |     |     |     |     | Ja  |     |     |     |     |     |     |     |     |     |     |     |     | Ja  | 4      |
| Androni Giocattoli           |     |     |     | Ja  |     |     |     |     |     |     |     |     |     | Ja  |     |     |     |     |     |     |     |     |     |     |     |     | Ja  | 3      |
| Skil-Shimano                 |     |     |     |     |     | Ja  | Ja  |     | Ja  | Ja  | Ja  | Ja  |     |     |     |     |     |     | Ja  | Ja  | Ja  | Ja  | Ja  |     |     |     |     | 11     |
| CCC Polsat Polkowice         |     |     |     |     | Ja  |     |     |     |     |     |     |     |     |     |     |     |     |     | Ja  |     |     | Ja  |     |     |     |     |     | 3      |
| Reprezentacja Polska         |     |     |     |     |     |     |     |     |     |     |     |     |     |     |     |     |     |     | Ja  |     |     |     |     |     |     |     |     | 1      |
| Team Type 1                  |     |     |     |     |     |     |     |     |     |     |     |     |     |     |     | Ja  |     |     |     |     |     |     |     |     |     |     |     | 1      |
| Unitedhealthcare             |     |     |     |     |     |     |     |     |     |     |     |     |     |     |     |     |     |     |     |     |     |     |     |     |     |     |     | 0      |
| Wildcards                    | 1   | 4   | 2   | 7   | 6   | 7   | 7   | 2   | 7   | 6   | 7   | 7   | 2   | 5   | 4   | 2   | 4   | 3   | 4   | 4   | 4   | 3   | 6   | 4   | 4   | 1   | 7   | 120    |

2011 · 2012 · 2013 · 2014 · 2015 · 2016 · 2017 · 2018 · 2019 · 2020 · 2021 · 2022 · 2023 · 2024 · 2025
Tour Down Under · Great Ocean Road Race · Ronde van de Verenigde Arabische Emiraten · Omloop Het Nieuwsblad · Strade Bianche · Parijs-Nice · Tirreno-Adriatico · Milaan-San Remo · Ronde van Catalonië · Driedaagse Brugge-De Panne · E3 Harelbeke · Gent-Wevelgem · Dwars door Vlaanderen · Ronde van Vlaanderen · Ronde van het Baskenland · Parijs-Roubaix · Amstel Gold Race · Waalse Pijl · Luik-Bastenaken-Luik · Ronde van Romandië · Eschborn-Frankfurt · Ronde van Italië · Ronde van Auvergne-Rhône-Alpes · Ronde van Zwitserland · Copenhagen Sprint · Ronde van Frankrijk · Clásica San Sebastián · Ronde van Polen · BEMER Cyclassics · Renewi Tour · Ronde van Spanje · Bretagne Classic · GP van Québec · GP van Montréal · Ronde van Lombardije · Ronde van Guangxi
 Tour Down Under · 
 Parijs-Nice · 
 Tirreno-Adriatico · 
 Milaan-San Remo · 
 Ronde van Catalonië · 
 Gent-Wevelgem · 
 Ronde van Vlaanderen · 
 Ronde van het Baskenland · 
 Parijs-Roubaix · 
 Amstel Gold Race · 
 Waalse Pijl · 
 Luik-Bastenaken-Luik · 
 Ronde van Romandië · 
 Ronde van Italië · 
 Critérium du Dauphiné · 
 Ronde van Zwitserland · 
 Ronde van Frankrijk · 
 Clásica San Sebastián · 
 Ronde van Polen · 
  Eneco Tour · 
 Ronde van Spanje · 
 Vattenfall Cyclassics · 
 GP Ouest France-Plouay · 
 Grote Prijs van Quebec · 
 Grote Prijs van Montreal · 
 Ronde van Peking · 
 Ronde van Lombardije
AG2R-La Mondiale · Astana · BMC Racing Team · Euskaltel-Euskadi · Team Garmin-Cervélo · Team HTC-High Road · Katjoesja · Lampre-ISD · Team Leopard-Trek · Liquigas-Cannondale · Team Movistar · Omega Pharma-Lotto · Quick Step · Rabobank · Team RadioShack · Saxo Bank-Sungard · Sky ProCycling · Vacansoleil-DCM